# A Laodicean
A Laodicean is een roman uit 1881 van de Engelse schrijver Thomas Hardy.
Hardy begon dit werk in Upper Tooting, en hoewel hij in oktober 1880 ziek werd, bleef hij eraan werken en dicteerde de tekst aan zijn vrouw. Het verhaal verscheen voor het eerst in Harper's New Monthly Magazine tussen december 1880 en december 1881. Het verscheen in boekvorm in drie delen in december 1881. Het wordt door critici niet beschouwd als een van zijn beste werken. De titel van het boek verwijst naar een 'lauw' persoon (ontleend aan de Bijbel: Openbaring: 3).

## Samenvatting
De Laodicean uit de titel is de weifelachtige hoofdpersoon Paula Powers. Zij vraagt zich af of zij wel gedoopt wil worden in het baptistische geloof van haar vader. Wat haar keus voor een man betreft, twijfelt zij tussen de jonge architect George Somerset en Captain de Stancy, een zoon uit de familie die ooit eigenaar was van het kasteel waarin Paula woont. Als romantisch persoon neigt zij naar de laatste. Willy Dare, de onwettige zoon van De Stancy, probeert Somerset in diskrediet te brengen, waarna zij toch kiest voor de architect. Zij twijfelt ook over zaken die te maken hebben met de restauratie van het kasteel, dat ten slotte vlam vat en afbrandt.
Illustraties bij het werk werden gemaakt door George Du Maurier, de grootvader van Daphne du Maurier, en zijn te vinden via onderstaande link.